# Heinrich Graffmann
Heinrich Graffmann war ein deutscher Fußballspieler, der mit dem Meidericher SV zweimal in der Endrunde um die deutsche Meisterschaft stand.

## Laufbahn im Fußball
Graffmanns Familie stammte aus dem Duisburger Ortsteil Meiderich, wo sein gleichnamiger Vorfahr Heinrich Graffmann 1902 an der Gründung des lokalen Fußballvereins Meidericher SV mitgewirkt hatte. Wann genau er selbst seine Laufbahn bei diesem Verein begann, ist nicht bekannt. In der Spielzeit 1926/27 gehörte er jedoch bereits zum Kader der ersten Mannschaft, deren Kapitän damals sein Bruder Eberhard Graffmann war. Zur Unterscheidung des Bruderpaars wurde Eberhard auch als Graffmann I und Heinrich als Graffmann II bezeichnet. Der MSV war zur damaligen Zeit eine Spitzenmannschaft in der Gauliga Niederrhein, verpasste allerdings mehrfach knapp den Titel. Dagegen belegte die Elf unter Mitwirkung von Graffmann am Ende der Saison 1928/29 den ersten Tabellenplatz und wurde damit zum ersten Mal in der Vereinsgeschichte Niederrheinmeister. Infolgedessen durfte Meiderich um die westdeutsche Meisterschaft mitspielen, in welcher nach einer Niederlage im letztlich notwendigen Entscheidungsspiel gegen den FC Schalke 04 der zweite Platz belegt wurde. Dennoch durften Graffmann und seine Kollegen an der deutschen Meisterschaftsendrunde von 1929 teilnehmen und trafen im Achtelfinale am 16. Juni auf den amtierenden Meister Hamburger SV. Graffmann, der im damals üblichen 2-3-5-System in der Abwehr aufgeboten wurde, erlebte im Duisburger Wedaustadion einen starken Auftritt seiner Mannschaft, die eine 0:2-Führung der Norddeutschen aufholen konnte. Kurz vor Spielende war jedoch er selbst es, der eine Flanke von Rave auf Horn nicht verhindern konnte; das daraus resultierende Tor zum 2:3 bedeutete für den MSV das Ausscheiden.
Am Niederrhein kämpfte er mit seiner Mannschaft um die Titelverteidigung, doch der Homberger SV konnte sich 1930 durchsetzten. Ein Jahr darauf gelang hingegen der erneute Titelgewinn. In der westdeutschen Meisterschaft, bei der Graffmann besonders durch eine gute Leistung gegen Union Gelsenkirchen auffiel, belegte Meiderich den dritten Rang und konnte sich dadurch für die deutsche Meisterschaft 1931 qualifizieren. Dort musste die Elf in der ersten Runde zum TSV 1860 München reisen, war unter Mitwirkung von Graffmann jedoch mit 1:4 unterlegen. Der Spieler blieb Meiderich danach noch für einige Zeit treu und wurde 1932 erneut Niederrheinmeister, bevor er sich um 1933 einem anderen Verein anschloss.